# Apatophysis modica
Apatophysis modica là một loài bọ cánh cứng trong họ Cerambycidae.